# Campionati africani di atletica leggera 2014 - 100 metri piani maschili
La specialità degli 100 metri piani maschili ai Campionati africani di atletica leggera di Marrakech 2014 si è svolta il 10 e 11 agosto 2014 allo Stade de Marrakech in Marocco.
La gara è stata vinta dall'ivoriano Hua Wilfried Koffi.

## Risultati

### Batterie
Qualificazione: i primi 3 atleti di ogni batterie (Q) e quelli con i successivi 3 tempi più veloci degli esclusi (q) si qualificano in semifinale.
Vento: Gruppo 1: -0.3 m/s, Gruppo 2: -0.6 m/s, Gruppo 3: -0.7 m/s, Gruppo 4: -1.1 m/s, Gruppo 5: -0.4 m/s, Gruppo 6: -1.3 m/s, Gruppo 7: +0.6 m/s
| Class | Gruppo | Atleta                  | Nazione             | Tempo | Note   |
| ----- | ------ | ----------------------- | ------------------- | ----- | ------ |
| 1     | 2      | Hua Wilfried Koffi      | Costa d'Avorio      | 10.29 | Q      |
| 2     | 6      | Ogho-Oghene Egwero      | Nigeria             | 10.34 | Q      |
| 3     | 7      | Akani Simbine           | Sudafrica           | 10.35 | Q      |
| 4     | 5      | Simon Magakwe           | Sudafrica           | 10.38 | Q      |
| 5     | 7      | Emmanuel Dassor         | Ghana               | 10.41 | Q      |
| 5     | 3      | Mark Jelks              | Nigeria             | 10.41 | Q      |
| 7     | 7      | Idrissa Adam            | Camerun             | 10.43 | Q      |
| 8     | 4      | Solomon Afful           | Ghana               | 10.44 | Q      |
| 9     | 3      | Tim Abeyie              | Ghana               | 10.46 | Q      |
| 10    | 1      | Jammeh Adama            | Gambia              | 10.49 | Q      |
| 10    | 4      | Monzavous Edwards       | Nigeria             | 10.49 | Q      |
| 10    | 5      | Aziz Ouhadi             | Marocco             | 10.49 | Q      |
| 13    | 6      | Béranger Bossé          | Rep. Centrafricana  | 10.55 | Q      |
| 14    | 6      | Titus Kafunda           | Zambia              | 10.55 | Q      |
| 15    | 4      | Henricho Bruintjies     | Sudafrica           | 10.55 | Q      |
| 16    | 1      | Moustapha Traoré        | Mali                | 10.58 | Q      |
| 17    | 6      | Jonathan Permal         | Mauritius           | 10.60 | q      |
| 17    | 7      | Yendoutien Tiebekabe    | Togo                | 10.60 | q      |
| 19    | 2      | Skander Djamil Athmani  | Algeria             | 10.62 | Q      |
| 19    | 7      | Holder da Silva         | Guinea-Bissau       | 10.62 | q      |
| 21    | 7      | Stephen Barasa          | Kenya               | 10.66 |        |
| 22    | 5      | Pierre Paul Bissek      | Camerun             | 10.67 | Q      |
| 22    | 6      | Yateya Kambepera        | Botswana            | 10.67 |        |
| 24    | 6      | Francis Zimwara         | Zimbabwe            | 10.68 |        |
| 25    | 5      | Gogbeu Francis Koné     | Costa d'Avorio      | 10.69 |        |
| 26    | 1      | Gue Arthur Cissé        | Costa d'Avorio      | 10.72 | Q      |
| 26    | 5      | Moulaye Sonko           | Senegal             | 10.72 |        |
| 28    | 3      | Even Tjiviju            | Namibia             | 10.74 | Q      |
| 29    | 2      | Sibusiso Matsenjwa      | eSwatini            | 10.76 | Q      |
| 30    | 5      | Jean Yann de Grace      | Mauritius           | 10.78 |        |
| 31    | 4      | Dannys Assoumou         | Gabon               | 10.80 |        |
| 32    | 2      | Jean Tarcisus Batambock | Camerun             | 10.84 |        |
| 33    | 4      | Mohamed El Shushin      | Libia               | 10.87 |        |
| 34    | 4      | Brisso Bahorou Akim     | Benin               | 10.94 |        |
| 35    | 5      | Tonny Chirchir          | Kenya               | 10.95 |        |
| 35    | 2      | Leeroy Henriette        | Seychelles          | 10.95 |        |
| 37    | 3      | Didier Kiki             | Benin               | 10.96 |        |
| 38    | 1      | Zenebe Madfu            | Etiopia             | 11.00 |        |
| 39    | 3      | João Manu de Barros     | São Tomé e Príncipe | 11.03 |        |
| 40    | 2      | Abyot Lencho            | Etiopia             | 11.08 |        |
| 40    | 4      | Hamza Mlaab             | Marocco             | 11.08 |        |
| 42    | 6      | Dylan Sicobo            | Seychelles          | 11.22 |        |
| 43    | 3      | Jidou El Moctar         | Mauritania          | 11.58 |        |
| 44    | 1      | Osman Tahir             | Eritrea             | 11.88 |        |
| 45    | 6      | Yanis Dallay            | Comore              | 12.84 |        |
| dnf   | 7      | Hamza Ouahbi            | Marocco             | dnf   |        |
| dq    | 3      | Walter Moenga           | Kenya               | dq    | R162.6 |
| dns   | 1      | Mauro Gaspar            | Angola              | dns   |        |
| dns   | 1      | Alexandre Mandaba       | Rep. Centrafricana  | dns   |        |
| dns   | 2      | Oumar Sabour            | Ciad                | dns   |        |
| dns   | 4      | Osvaldo Alexandre       | Angola              | dns   |        |

### Semifinali
Qualificazione: i primi 2 atleti di ogni batterie (Q) e quelli con i successivi 2 tempi più veloci degli esclusi (q) si qualificano in finale.
Vento: Gruppo 1: -1.2 m/s, Gruppo 2: +1.6 m/s, Gruppo 3: -0.2 m/s
| Class | Gruppo | Nome                   | Nazione            | Tempo | Note |
| ----- | ------ | ---------------------- | ------------------ | ----- | ---- |
| 1     | 2      | Mark Jelks             | Nigeria            | 10.16 | Q    |
| 2     | 1      | Hua Wilfried Koffi     | Costa d'Avorio     | 10.17 | Q    |
| 3     | 2      | Akani Simbine          | Sudafrica          | 10.27 | Q    |
| 4     | 2      | Aziz Ouhadi            | Marocco            | 10.33 | q    |
| 5     | 3      | Simon Magakwe          | Sudafrica          | 10.36 | Q    |
| 6     | 3      | Ogho-Oghene Egwero     | Nigeria            | 10.37 | Q    |
| 7     | 1      | Monzavous Edwards      | Nigeria            | 10.38 | Q    |
| 7     | 2      | Tim Abeyie             | Ghana              | 10.38 | q    |
| 9     | 1      | Jammeh Adama           | Gambia             | 10.41 |      |
| 10    | 1      | Henricho Bruintjies    | Sudafrica          | 10.44 |      |
| 11    | 1      | Solomon Afful          | Ghana              | 10.46 |      |
| 12    | 2      | Jonathan Permal        | Mauritius          | 10.49 |      |
| 13    | 2      | Idrissa Adam           | Camerun            | 10.50 |      |
| 14    | 3      | Béranger Bossé         | Rep. Centrafricana | 10.52 |      |
| 15    | 3      | Emmanuel Dassor        | Ghana              | 10.52 |      |
| 16    | 2      | Titus Kafunda          | Zambia             | 10.58 |      |
| 17    | 3      | Yendoutien Tiebekabe   | Togo               | 10.63 |      |
| 18    | 1      | Even Tjiviju           | Namibia            | 10.66 |      |
| 19    | 1      | Holder da Silva        | Guinea-Bissau      | 10.66 |      |
| 20    | 1      | Moustapha Traoré       | Mali               | 10.74 |      |
| 21    | 2      | Sibusiso Matsenjwa     | eSwatini           | 10.80 |      |
| 21    | 3      | Skander Djamil Athmani | Algeria            | 10.80 |      |
| 23    | 3      | Gue Arthur Cissé       | Costa d'Avorio     | 10.86 |      |
| dns   | 3      | Pierre Paul Bissek     | Camerun            | dns   |      |

### Finale
Vento: +0.4 m/s
| Class   | Corsia | Nome               | Nazione        | Tempo | Note             |
| ------- | ------ | ------------------ | -------------- | ----- | ---------------- |
| Oro     | 3      | Hua Wilfried Koffi | Costa d'Avorio | 10.05 | Record nazionale |
| Argento | 6      | Mark Jelks         | Nigeria        | 10.07 |                  |
| Bronzo  | 7      | Monzavous Edwards  | Nigeria        | 10.16 |                  |
| 4       | 5      | Simon Magakwe      | Sudafrica      | 10.19 |                  |
| 5       | 8      | Ogho-Oghene Egwero | Nigeria        | 10.28 |                  |
| 6       | 1      | Aziz Ouhadi        | Marocco        | 10.29 |                  |
| 7       | 2      | Tim Abeyie         | Ghana          | 10.40 |                  |
| 8       | 4      | Akani Simbine      | Sudafrica      | 13.14 |                  |